# Iambia alticola
Iambia alticola là một loài bướm đêm trong họ Noctuidae.